# 小行星6068
小行星6068（6068 Brandenburg）是一颗绕太阳运转的小行星，为主小行星带小行星。该小行星于1990年10月10日发现。

## 轨道参数
小行星6068的轨道半长轴为3.0372253 UA，离心率为0.082。